# Haswell
Haswell je kódové označení pro čtvrtou generaci mikroprocesorů vyvíjenou Intelem jako nástupce mikroarchitektury Ivy Bridge. Mikroprocesory používají 22 nm proces. První procesory této architektury byly představeny 4. června 2013 na Computex Taipei 2013. Společně s Haswellem Intel uvedl nové energeticky nenáročné procesory do ultrabooků. Nástupcem architektury Haswell se stala její 14-nm verze Broadwell.

## Design
Architektura Haswell byla navržena především pro optimalizaci úspory energie a zisku výkonu, který byl umožněn přechodem na nerovinné (prostorové laicky "3D"), navíc 22-nanometrové, FinFET tranzistory, které byly Intelem poprvé použity u předcházející generace procesorů Ivy Bridge.
Haswell byl zaveden ve třech základních verzích:
- Desktopová verze pro patici LGA 1150 a později LGA 2011-v3: Haswell-DT
- Mobilní/laptopová verze pro patice typu PGA: Haswell-MB
- Verze pro patice typu BGA:
  - Procesory s tepelným výkonem (TDP) 47 W a 57 W, určené pro All-in-one systémy, Mini-ITX základní desky a další malé formáty: Haswell-H
  - Procesory s tepelným výkonem 13,5 W a 15 W typu multi-chip package, určené pro ultrabooky: Haswell-ULT
  - Systémy na čipu s TDP 10 W, určené pro tablety a některé ultrabooky: Haswell-ULX

## Výkon
Srovnání s Ivy Bridge:
- Přibližně o 8% lepší výkon ve vektorových operacích[4]
- Až o 5% rychlejší jednojádrový výkon
- 6% nárůst výkonu v multithreadingu
- Celkový výkon vzrostl cca o 3 %[4]
- Spotřeba desktopových procesorů Haswell oproti Ivy Bridge stoupla o 8 až 23%.
- Při plné zátěži je teplota o přibližně 15 °C vyšší, zatímco je možné dosáhnout frekvencí až 4,6 GHz[5][6][7][8]

## Technologie

### Sdílené s Ivy Bridge
- 22 nm výrobní proces
- 3D Tri-Gate FinFET tranzistory
- Mikrooperační mezipaměť schopná uchovat 1500 mikrooperací o velikosti přibližně 6 KB
- Čtrnácti- nebo devatenáctifázový pipelining
- Čtyřjádrové varianty pro spotřebitele
- Podpora DDR3/DDR3L paměti na dvou kanálech s maximem 32 GB RAM na variantách pro LGA 1150
- 64 KB L1 mezipaměti a 256 KB L2 mezipaměti na jádro
- 16 PCI-Express 3.0 linek na procesorech pro LGA 1150

### Nové vlastnosti
- Širší jádro – čtvrtá aritmetická jednotka a třetí AGU jednotka, druhá jednotka pro provádí rozvětvených programů, větší vyrovnávací paměť, větší přenosová rychlost mezipaměti, zlepšené ovládání paměti
- Nové instrukce – HNI, podporuje Advanced Vector Extrensions 2 (AVX2), gather, BMI1, BMI2, ABM a FMA3
- Nové patice: LGA 1150 pro desktopy, rPGA947 a BGA1364 pro přenosná zařízení, LGA 2011-v3 pro nadšeneckou platformu Haswell-E
- Nové čipsety: Různé čipsety série 8 (označené Lynx point) a později také dva nové čipsety série 9 (označené Wildcat Point) Z97 (výkonný) a H97 (pro běžné uživatele) pro Haswell Refresh a Broadwell. Dále pak čipset X99 pro platformu Haswell-E.
- Podpora DDR4 na serverových a nadšeneckých procesorech

## Haswell Refresh
V květnu 2014 byly Intelem vydány vylepšené procesory Haswell nazvané Haswell Refresh. Oproti původním Haswellovým procesorům nabízí zvýšení základních taktů (většinou o 100 MHz) nebo například podporu M.2 SSD disků. Společně s nimi byly vydány také čipsety Z97 a H97. Přetaktovatelné procesory Core i5 a i7 s označením K mají na povrchu nový materiál, která lépe přenáší teplo (next-generation polymer thermal interface material – NGPTIM).

## Seznam Haswell procesorů
Desktopové procesory
| Segment     | Jader (Vláken) | Označení procesoru | Označení procesoru | Takt procesoru | Takt procesoru | Model GPU | Takt GPU | Takt GPU | L3 mezipaměť | TDP   |
| Segment     | Jader (Vláken) | Označení procesoru | Označení procesoru | Základ         | Turbo          | Model GPU | Základ   | Turbo    | L3 mezipaměť | TDP   |
| ----------- | -------------- | ------------------ | ------------------ | -------------- | -------------- | --------- | -------- | -------- | ------------ | ----- |
| Vyšší třída | 8 (16)         | Core i7 Extreme    | 5960X              | 3,0 GHz        | 3,5 GHz        | N/A       | N/A      | N/A      | 20 MB        | 140 W |
| Vyšší třída | 6 (12)         | Core i7 Extreme    | 5930K              | 3,5 GHz        | 3,7 GHz        | N/A       | N/A      | N/A      | 15 MB        | 140 W |
| Vyšší třída | 6 (12)         | Core i7 Extreme    | 5820K              | 3,3 GHz        | 3,6 GHz        | N/A       | N/A      | N/A      | 15 MB        | 140 W |

Serverové procesory
| Segment   | Jader (Vláken) | Označení procesoru | Označení procesoru | Takt procesoru | Takt procesoru | L3 mezipaměť | TDP   |
| Segment   | Jader (Vláken) | Označení procesoru | Označení procesoru | Základ         | Turbo          | L3 mezipaměť | TDP   |
| --------- | -------------- | ------------------ | ------------------ | -------------- | -------------- | ------------ | ----- |
| Serverové | 18 (36)        | Xeon E5            | 2699v3             | 2,3 GHz        | 3,6 GHz        | 45 MiB       | 145 W |
| Serverové | 18 (36)        | Xeon E5            | 2698v3             | 2,3 GHz        | 3,6 GHz        | 40 MiB       | 135 W |
| Serverové | 14 (28)        | Xeon E5            | 2697v3             | 2,6 GHz        | 3,6 GHz        | 35 MiB       | 145 W |
| Serverové | 14 (28)        | Xeon E5            | 2695v3             | 2,3 GHz        | 3,3 GHz        | 35 MiB       | 120 W |
| Serverové | 12 (24)        | Xeon E5            | 2690v3             | 2,6 GHz        | 3,5 GHz        | 30 MiB       | 135 W |
| Serverové | 10 (20)        | Xeon E5            | 2687v3             | 3,1 GHz        | 3,5 GHz        | 25 MiB       | 160 W |
| Serverové | 14 (28)        | Xeon E5            | 2683v3             | 2,0 GHz        | 3,0 GHz        | 35 MiB       | 120 W |
| Serverové | 12 (24)        | Xeon E5            | 2680v3             | 2,5 GHz        | 3,3 GHz        | 30 MiB       | 120 W |
| Serverové | 12 (24)        | Xeon E5            | 2670v3             | 2,3 GHz        | 3,1 GHz        | 30 MiB       | 120 W |
| Serverové | 8 (16)         | Xeon E5            | 2667v3             | 3,2 GHz        | 3,6 GHz        | 20 MiB       | 135 W |
| Serverové | 10 (20)        | Xeon E5            | 2660v3             | 2,6 GHz        | 3,3 GHz        | 25 MiB       | 105 W |
| Serverové | 12 (24)        | Xeon E5            | 2650Lv3            | 1,8 GHz        | 2,5 GHz        | 30 MiB       | 65 W  |
| Serverové | 10 (20)        | Xeon E5            | 2650v3             | 2,3 GHz        | 3,0 GHz        | 25 MiB       | 105 W |
| Serverové | 6 (12)         | Xeon E5            | 2643v3             | 3,4 GHz        | 3,7 GHz        | 20 MiB       | 135 W |
| Serverové | 8 (16)         | Xeon E5            | 2640v3             | 2,6 GHz        | 3,4 GHz        | 20 MiB       | 90 W  |
| Serverové | 4 (8)          | Xeon E5            | 2637v3             | 3,5 GHz        | 3,7 GHz        | 15 MiB       | 135 W |
| Serverové | 8 (16)         | Xeon E5            | 2630Lv3            | 1,8 GHz        | 2,9 GHz        | 20 MiB       | 55 W  |
| Serverové | 8 (16)         | Xeon E5            | 2630v3             | 2,4 GHz        | 3,2 GHz        | 20 MiB       | 85 W  |
| Serverové | 4 (8)          | Xeon E5            | 2623v3             | 3,0 GHz        | 3,5 GHz        | 10 MiB       | 105 W |
| Serverové | 6 (12)         | Xeon E5            | 2620v3             | 2,4 GHz        | 3,2 GHz        | 15 MiB       | 85 W  |
| Serverové | 6 (6)          | Xeon E5            | 2609v3             | 1,9 GHz        | N/A            | 15 MiB       | 85 W  |
| Serverové | 6 (6)          | Xeon E5            | 2603v3             | 1,6 GHz        | N/A            | 15 MiB       | 85 W  |
| Serverové | 4 (8)          | Xeon E5            | 1620v3             | 3,5 GHz        | 3,6 GHz        | 10 MiB       | 140 W |
| Serverové | 4 (8)          | Xeon E5            | 1630v3             | 3,7 GHz        | 3,8 GHz        | 10 MiB       | 140 W |
| Serverové | 6 (12)         | Xeon E5            | 1650v3             | 3,5 GHz        | 3,8 GHz        | 15 MiB       | 140 W |
| Serverové | 8 (16)         | Xeon E5            | 1660v3             | 3,0 GHz        | 3,5 GHz        | 20 MiB       | 140 W |
| Serverové | 8 (16)         | Xeon E5            | 1680v3             | 3,2 GHz        | 3,8 GHz        | 20 MiB       | 140 W |